# Rudolf Montecuccoli
Le comte Rudolf Montecuccoli (22 février 1843-16 mai 1922) était le chef de la marine austro-hongrois (Flottenkommandant) de 1904 à 1913 et en grande partie responsable de la modernisation de la flotte avant la Première Guerre mondiale.

## Biographie
Montecuccoli, né à Modène en 1843, est un descendant du célèbre feldmarschall impérial, Raimondo Montecuccoli (1609-1680). Le seul fils de Raimondo Montecuccoli étant mort en 1698, le titre de comte se transmit par ses filles à deux lignes d'Autriche et de Modène.
À sa naissance, Modène était encore une possession des Habsbourg d'Autriche. Au cours de la campagne d'Italie de 1859, le dernier Habsbourg duc de Modène, François III, s'enfuit en Autriche. Un an plus tard, Modène est intégrée au royaume d'Italie.
Formé comme officier de marine, Montecuccoli est peu connu en dehors du milieu naval austro-hongrois avant sa nomination comme commandant de la marine et chef de la section navale du ministère de la Guerre en octobre 1904 à la suite de la démission de Hermann von Spaun.
Montecuccoli prend sa retraite le 22 février 1913. Il est remplacé par Anton Haus.

## Source
- (en) Cet article est partiellement ou en totalité issu de l’article de Wikipédia en anglais intitulé « Rudolf Montecuccoli » (voir la liste des auteurs).